# Lindernia
Lindernia All., 1766 è un genere di piante angiosperme della famiglia Linderniaceae.

## Etimologia
Il nome del genere è stato dato in onore del botanico tedesco Franz Balthazar von Lindern (1682-1755). Il nome scientifico del genere è stato definito dal botanico e medico italiano Carlo Ludovico Allioni (Torino, 23 settembre 1728 – Torino, 30 luglio 1804) nella pubblicazione "Mélanges de Philosophie et de Mathematique de la Société Royale de Turin - 3(1): 178, t. 5, fig. 1. 1766" del 1766.

## Descrizione

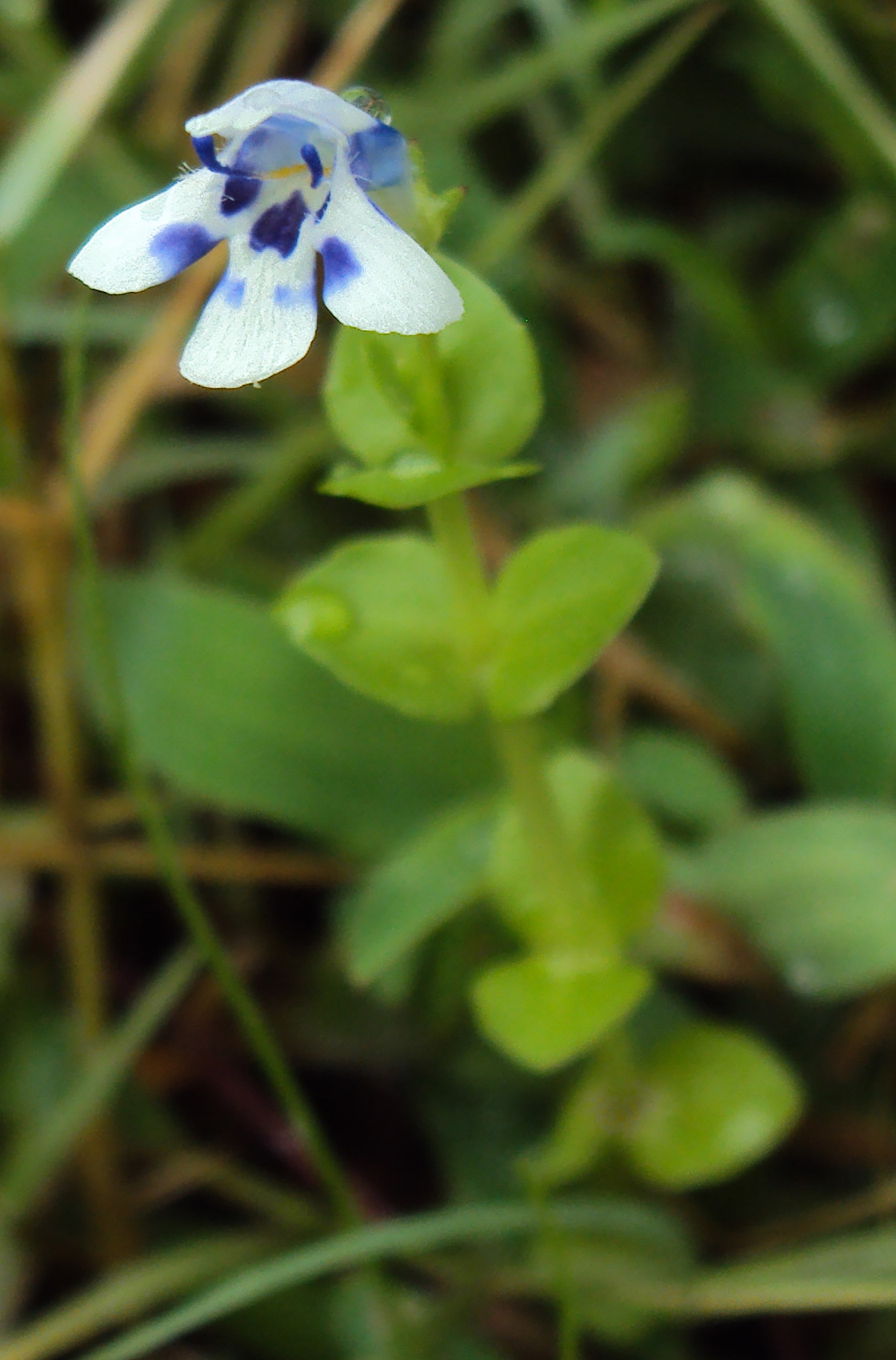
Il portamento
Lindernia rotundifolia

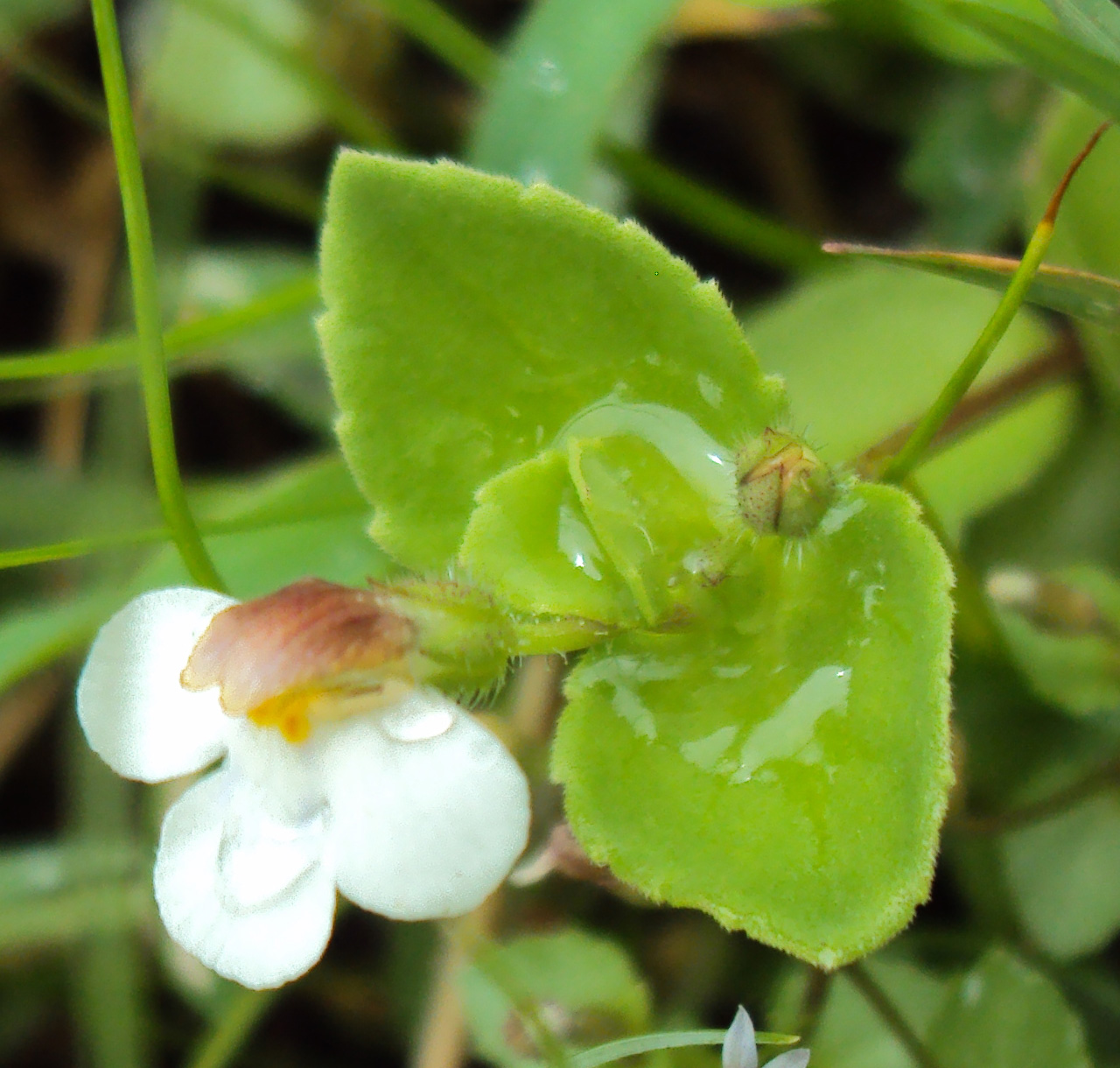
Le foglie
Lindernia nummulariifolia

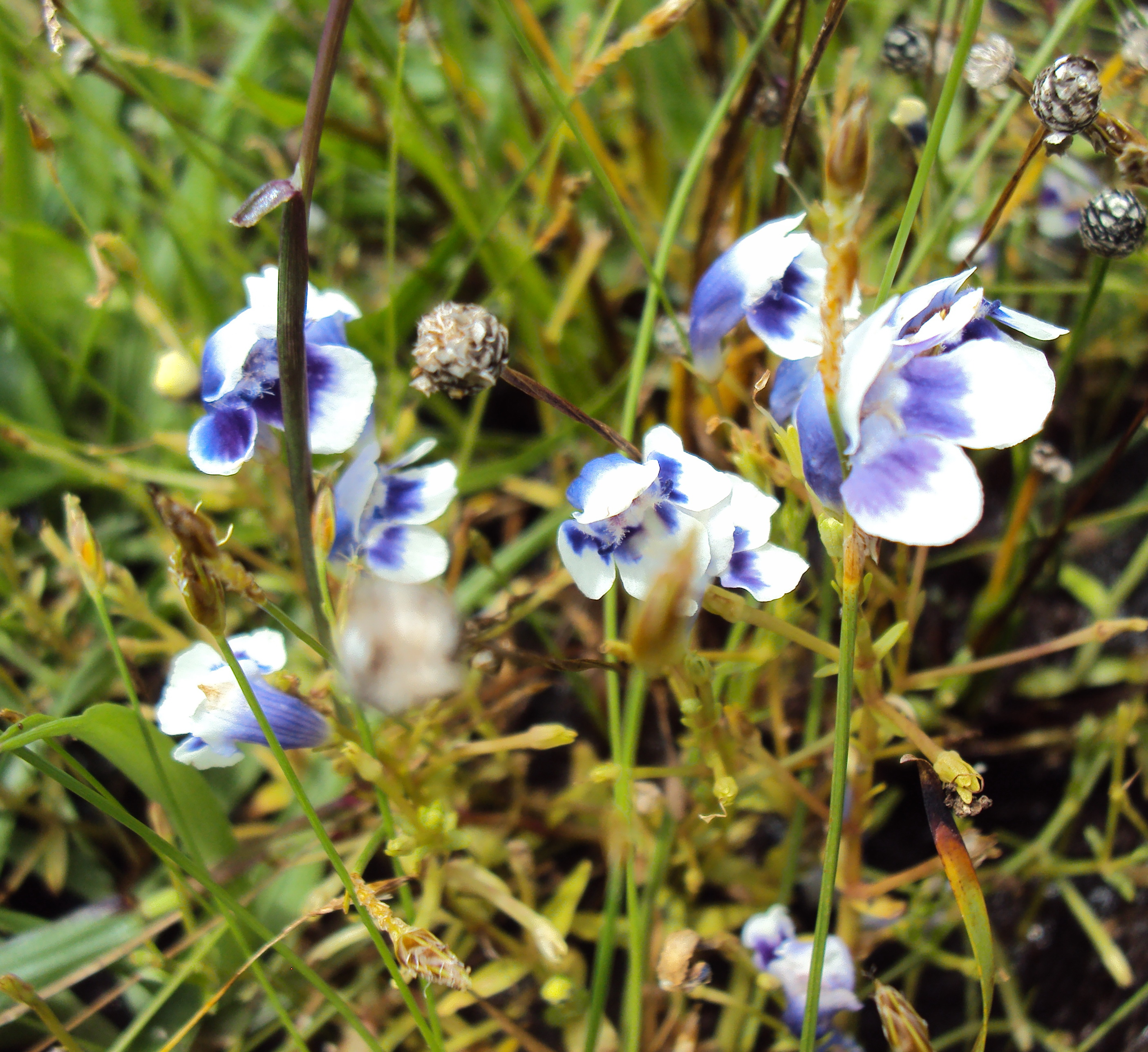
Infiorescenza
Lindernia hyssopoides

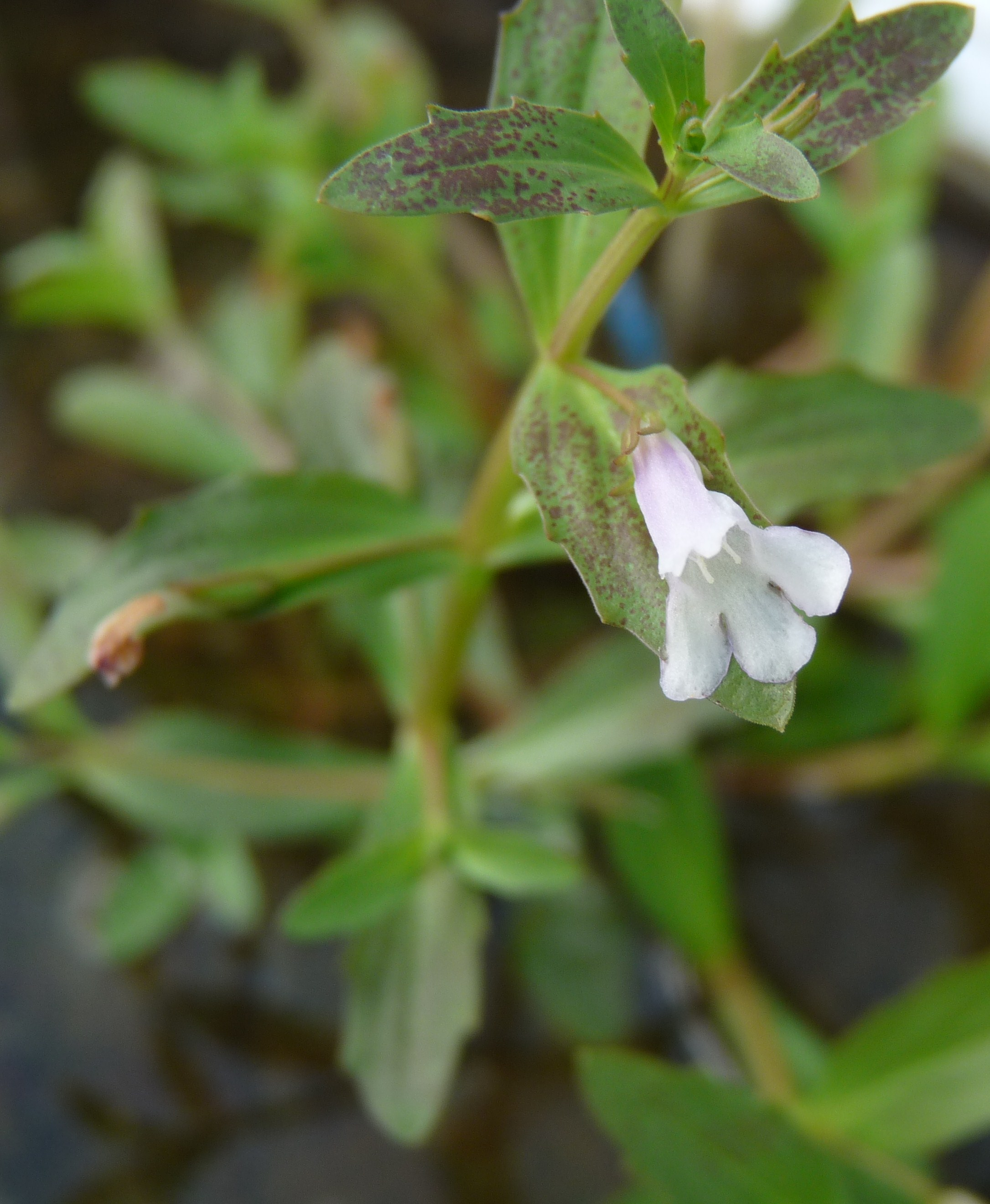
I fiori
Lindernia dubia

Queste piante raramente superano il metro di altezza. La forma biologica (almeno per le specie europee) è terofita scaposa (T scap), ossia in generale sono piante erbacee che differiscono dalle altre forme biologiche poiché, essendo annuali, superano la stagione avversa sotto forma di seme e sono munite di asse fiorale eretto e spesso privo di foglie. Sono presenti anche specie perenni con portamenti subarbustivi o bassi arbusti.

### Radici
Le radici in genere sono secondarie da rizoma.

### Fusto
La parte aerea del fusto è da prostrata a ascendente o eretta. Il fusto nella maggioranza delle specie ha una sezione quadrangolare a causa della presenza di fasci di collenchima posti nei quattro vertici.

### Foglie
Le foglie si dividono in basali e cauline. Quelle basali sono raccolte in una rosetta, quelle cauline sono disposte in modo opposto (a 2 a 2 e ogni verticillo è ruotato di 90° rispetto a quello sottostante). Le foglie sono picciolate o da subsessili a sessili. Le lamine hanno delle forme lineari, lanceolate, spatolate, ovoidi o orbicolari con bordi generalmente dentati o raramente interi. Gli apici sono acuminati o ottusi e arrotondati. La superficie in genere è glabra o debolmente pubescente per brevi setole ghiandolari posta sulle venature (palmate o pennate).

### Infiorescenza
Le infiorescenze di tipo racemoso, terminali o laterali, sono formate da verticilli ascellari sovrapposti di pochi fiori peduncolati. Ogni verticillo poggia su due grandi brattee fogliose (o semplicemente delle foglie). Le brattee del verticillo seguente sono disposte in modo alternato. I fiori sono da subsessili a pedicellati. Le bratteole sono assenti.

### Fiore
I fiori sono ermafroditi e tetrameri (4-ciclici), ossia con quattro verticilli (calice – corolla - androceo – gineceo) e pentameri (5-meri: la corolla e il calice sono a 5 parti). Alcuni fiori sono cleistogami.
- Formula fiorale:[7]

X, K (4-5), [C (2+3), A 2+2] G (2), (supero), capsula
- Calice: il calice, gamosepalo e più o meno attinomorfo, è normalmente formato da 5 profondi lobi uguali oppure è debolmente dentato; in alcune specie è alato. Il tubo del calice, a forma da tubolare a campanulata, presenta alcune venature superficiali pubescenti.
- Corolla: la corolla, gamopetala e zigomorfa, ha la forma di un tubo cilindrico, terminante con due labbra formate da 5 lobi (2 lobi appena visibili per il labbro superiore e 3 lobi più evidenti per quello inferiore). All'interno della gola sono presenti dei peli ghiandolari (caratteristica comune a molte "labiate" che ha lo scopo di impedire l'accesso ad insetti più piccoli e non adatti all'impollinazione[8]). I colori variano dal bianco, blu, crema, violetto, malva al rosa e porpora.
- Androceo: l'androceo possiede quattro stami didinami (o 2), tutti fertili, adnati e in genere sporgenti dalla corolla. Un paio di filamenti (quelli abassiali) possono essere genicolati (ginocchiati a forma di "Z") e gli stami possono essere di tipo staminoide con antere rudimentali. Le antere sono toccanti a 2 a 2 e con due teche sporgenti e mucronate oppure con una sola teca. A volte il tessuto connettivo nella parte bassa della teca forma uno sperone. La deiscenza è longitudinale. I granuli pollinici sono 3-5-colpati.
- Gineceo: l'ovario è globoso oppure a forma deltata-ovoide ed è supero bicarpellare (formato da due carpelli. I loculi sono 2 e internamente possono essere pelosi. L'ovario ha delle forme da ovoidi a globose. Lo stilo è unico con stigma sessile o irregolarmente bilobato. Lo stigma è sensibile.

### Frutti
- Il frutto è una capsula ellissoide setticida o tipo porocida. I semi (piccoli e numerosi) non hanno l'endospema (oppure se presente è liscio, non alveolato); la forma è leggermente poligonale o ondulata in sezione trasversale.

## Biologia
Le specie di questo raggruppamento si riproducono per limpollinazione tramite insetti (impollinazione entomogama).
La dispersione dei semi avviene inizialmente a causa del vento (dispersione anemocora); una volta caduti a terra sono dispersi soprattutto da insetti tipo formiche (mirmecoria).

## Distribuzione e habitat
La distribuzione delle specie del genere Lindernia è relativa all'Europa, Africa (tropicale), Madagascar, Asia (sudest) e America.

### Distribuzione delle specie alpine
Delle tre specie presenti sul territorio italiano solamente una si trova sull'arco alpino. La tabella seguente mette in evidenza alcuni dati relativi all'habitat, al substrato e alla distribuzione delle specie alpine.
| Specie | Comunità vegetali | Piani vegetazionali | Substrato | pH     | Livello trofico | H2O     | Ambiente | Zona alpina      |
| --- | ----------------- | ------------------- | --------- | ------ | --------------- | ------- | -------- | ---------------- |
| Lindernia procumbens | 2                 | collinare           | Ca - Si   | neutro | alto            | bagnato | A4       | Alpi occidentali |
| Legenda e note alla tabella. Substrato: con “Ca/Si” si intendono rocce di carattere intermedio (calcari silicei e simili). Zona alpina: vengono prese in considerazione solo le zone alpine del territorio italiano (sono indicate le sigle delle province). Comunità vegetali: 2 = comunità terofitiche pioniere nitrofile. Ambienti: A4 = ambienti umidi, temporaneamente inondati o a umidità variabile. |                   |                     |           |        |                 |         |          |                  |

## Tassonomia
La posizione tassonomica della famiglia di appartenenza di questo genere (Linderniaceae) è stata a lungo ambigua. Tradizionalmente la Lindernia veniva descritta all'interno della famiglia Scrophulariaceae. Più recentemente è stata posizionata nella tribù Lindernieae Richb. (inclusa nella famiglia Veronicaceae, sottofamiglia Gratioloideae (Benth.) Luerss.) nell'ordine delle Scrophulariales (secondo il "Sistema Cronquist"). Più recentemente ancora è stata descritta nella famiglia Plantaginaceae. Attualmente con i nuovi sistemi di classificazione filogenetica (classificazione APG), con le analisi del DNA, tutte le specie del genere Lindernia sono state descritte nella nuova famiglia (Linderniaceae) e assegnata all'ordine delle Lamiales, cambiando anche i livelli tassonomici superiori.
Il numero cromosomico delle specie di questo genere è: 2n = 14, 16, 18, 24, 28 e 42.

### Specie
Il genere comprende le seguenti specie:
- Lindernia acrandra W.R.Barker
- Lindernia adami-hefiedii Eb.Fisch.
- Lindernia alsinoides R.Br.
- Lindernia alterniflora (C.Wright) Alain
- Lindernia atrata W.R.Barker
- Lindernia barkeri Wannan
- Lindernia barthlottii Eb.Fisch., Andriant. & Sieder
- Lindernia beasleyi Wannan
- Lindernia benthamii Eb.Fisch., Schäferh. & Kai Müll.
- Lindernia brachyphylla Pennell
- Lindernia brennanii W.R.Barker
- Lindernia bryoides Eb.Fisch.
- Lindernia calliandra W.R.Barker
- Lindernia capensis Thunb.
- Lindernia conferta (Hiern) Philcox
- Lindernia congesta (A.Raynal) Eb.Fisch.
- Lindernia cyanoplectra W.R.Barker
- Lindernia dierythra W.R.Barker
- Lindernia dubia (L.) Pennell
- Lindernia dunlopii W.R.Barker
- Lindernia enypniastina W.R.Barker
- Lindernia grandiflora Nutt.
- Lindernia grossidentata O.Schwarz
- Lindernia hyssopioides (L.) Haines
- Lindernia intrepida (Dinter ex Heil) Oberm.
- Lindernia jiuhuanica X.H.Guo & X.L.Liu
- Lindernia lemuriana Eb.Fisch., Schäferh. & Kai Müll.
- Lindernia leucochroa W.R.Barker
- Lindernia linearifolia (Engl.) Eb.Fisch.
- Lindernia lucrusmiana W.R.Barker
- Lindernia madagascariensis (Bonati) Eb.Fisch., Schäferh. & Kai Müll.
- Lindernia madayiparensis Ratheesh, Sunil & Nandakumar
- Lindernia manilaliana Sivar.
- Lindernia mexicana (S.Watson) T.Yamaz.
- Lindernia microcalyx Pennell & Stehlé
- Lindernia minima (Benth.) Mukerjee
- Lindernia mitrasacmoides (O.Schwarz) W.R.Barker
- Lindernia monroi (S.Moore) Eb.Fisch.
- Lindernia monticola Nutt.
- Lindernia multicaulis (Urb.) Alain
- Lindernia multiflora (Roxb.) Mukerjee
- Lindernia murfetiana W.R.Barker
- Lindernia natans Eb.Fisch.
- Lindernia oblongifolia (Baker) Eb.Fisch.
- Lindernia parviflora (Roxb.) Haines
- Lindernia petrensis W.R.Barker
- Lindernia porphyrodinea W.R.Barker & M.D.Barrett
- Lindernia procumbens (Krock.) Philcox
- Lindernia prolata W.R.Barker
- Lindernia pronanthera W.R.Barker
- Lindernia pubescens (Benth.) F.Muell.
- Lindernia pustulosa W.R.Barker
- Lindernia robyniae W.R.Barker
- Lindernia rotundata (Pilg.) Eb.Fisch.
- Lindernia rotundifolia (L.) Alston
- Lindernia sallyae Eb.Fisch., Vollesen & I.Darbysh.
- Lindernia sandaiolingensis S.S.Ying
- Lindernia scopularis W.R.Barker
- Lindernia scutella W.R.Barker
- Lindernia srilankana L.H.Cramer & Philcox
- Lindernia stantonii Wannan
- Lindernia tamilnadensis M.G.Prasad & Sunojk.
- Lindernia thyridostoma W.R.Barker
- Lindernia tiwiensis W.R.Barker
- Lindernia tridentata (Small) D.Q.Lewis
- Lindernia venustula W.R.Barker
- Lindernia viguieri (Bonati) Eb.Fisch.
- Lindernia yarun Wannan

### Specie spontanee italiane
Il numero delle specie presenti di questo genere sul territorio italiano è incerto. Secondo la pubblicazione "Flora d'Italia" di Sandro Pignatti e altre checklist le specie presenti sono due:
- Lindernia dubia (L.) Pennell, 1935 - Vandellia delle risaie: con 2 stami, 2 filamenti sterili, con la corolla lunga 7 – 10 mm e i peduncoli fiorali (solo questi) più lunghi delle foglie ascellanti; l'altezza media è di 1 - 3 dm; il ciclo biologico è annuo; la forma biologica è terofita scaposa (T scap); il tipo corologico è Nord Americano; l'habitat tipico sono le risaie (questa specie è infestante di tali colture); in Italia è una specie osservata per la prima volta nel 1972 e si trova nella pianura Padana occidentale fino ad una quota di 200 m s.l.m..
- Lindernia procumbens (Krockers) Philcox, 1965 - Vandellia palustre: con 4 stami e corolla lunga 2,5 mm; l'altezza media è di 5 – 20 cm; il ciclo biologico è annuo; la forma biologica è terofita scaposa (T scap); il tipo corologico è Eurasiatico; l'habitat tipico sono le aree fangose, i suoli umidi e le paludi; in Italia è una specie rara (ovunque quasi scomparsa) e si trova solamente al Nord fino ad una quota di 300 m s.l.m..

### Elenco specie europee
In Europa e nell'areale del Mediterraneo sono presenti le seguenti specie:
- Lindernia dubia (L.) Pennell, 1935 - Distribuzione: Italia e Europa occidentale
- Lindernia parviflora (Roxb.) Haines, 1922 - Distribuzione: Egitto
- Lindernia procumbens (Krock.) Philcox, 1965 - Distribuzione: Europa meridionale e Anatolia

### Sinonimi
L'entità di questa voce ha avuto nel tempo diverse nomenclature. L'elenco seguente indica alcuni tra i sinonimi più frequenti:
- Anagalloides Krock.
- Bonnaya Link & Otto, 1820
- Ilysanthes Raf., 1820
- Strigina Engl., 1897
- Tittmannia Rchb., 1824
- Trichotaenia T. Yamaz., 1953
- Vandellia L., 1767